# Ludwig Borchardt
Ludwig Borchardt (5. října 1863 Berlín – 12. srpna 1938 Paříž) byl německý architekt a egyptolog, zakladatel Německého archeologického ústavu v Káhiře. Vedl vykopávky v Abúsíru, Abú Ghurábu a El-Amarně, kde byla objevena busta královny Nefertiti. 

## Život a kariéra
Ludwig Borchardt se narodil v roce 1863 jako druhé nejstarší ze šesti dětí židovsko-berlínské rodiny obchodníka Hermanna Borchardta a jeho ženy Berthy, rozené Levinové. Vystudoval architekturu a později egyptologii u Adolfa Ermana. Na jeho doporučení roku 1895 odcestoval do Káhiry a stal se členem mezinárodního týmu, který se podílel na stabilizačních opatřeních na chrámovém ostrově Philae, který byl ohrožen výstavbou první přehrady u Asuánu. V letech 1896 až 1899 byl úředníkem Egyptské památkové služby vedené Gastonem Masperem a podílel se na vytvoření generálního katalogu starožitností Egyptského muzea. V roce 1899 byl jmenován vědeckým atašé na německém generálním konzulátu v Káhiře. 
Roku 1903 se Borchardt oženil s Emilií (Mimi) Cohenovou, dcerou zámožného židovského bankéře ve Frankfurtu nad Mohanem.
V roce 1904 nechal postavit dvoupatrovou budovu uprostřed rozsáhlých faraonských hřbitovů a v bezprostřední blízkosti Údolí králů na západní straně Théb jako pohodlné ubytování až pro deset osob. Dne 24. prosince 1904 byl Německý dům (Deutches Haus) slavnostně otevřen malou skupinou egyptologů a archeologů. V prvních deseti letech budova sloužila také jako penzion pro zaměstnance mezinárodních výzkumných institucí. Během 1. světové války byl Německý dům v roce 1915 zbourán britskými armádními orgány a v roce 1925 znovu postaven podle jeho plánů. V roce 1906 založil v Káhiře nezávislý Císařský německý ústav pro egyptské starožitnosti (DAI), jehož ředitelem byl jmenován v roce 1907. Válečná léta Borchardt strávil v Berlíně, do Káhiry se vrátil v roce 1923 a znovu se ujal své funkce. V roce 1928 odešel do důchodu a v roce 1931 založil v Káhiře svůj soukromý Institut pro egyptský stavební výzkum a klasická studia, ze kterého se v roce 1948 vyčlenil Švýcarský institut pro egyptskou architekturu a archeologii.
V roce 1933, pod tlakem německé komunity v Káhiře, Borchardt rezignoval na své čestné funkce v Egyptě a o rok později byl kvůli židovskému původu vyloučen z archeologického ústavu v Německu. V roce 1938 se snažil zachránit svůj majetek před nacisty a hrozila mu ztráta německého občanství. Neúspěšně se pokusil získat nové občanství v jiných zemích (USA, Velká Británie, Švédsko, Monako, Honduras, Albánie).
Zemřel 12. srpna 1938 v nočním rychlíku cestou z Curychu do Paříže na infarkt. Je pohřben v Káhiře.

## Vykopávky v Egyptě
Borchardt byl zaměřen hlavně na starověkou egyptskou architekturu. V roce 1898 začal s vykopávkami v Abú Ghurábu , kde objevil sluneční chrám, který nechal postavit král Niuserre z 5. dynastie. V letech 1902–1908 v čele expedice Německé orientální společnosti řídil vykopávky ve třech pyramidových komplexech v Abúsíru a významně přispěl k poznání jejich architektury. Od roku 1911 vedl vykopávky v El Amarně, kde objevil dílnu sochaře Thutmose; mezi nálezy byla proslulá busta královny Nefertiti (nyní v Egyptském muzeu Berlín). 

## Dílo
- Baugeschichte des Amontempels von Karnak (1905)
- Die Annalen und die zeitliche Festlegung des Alten Reiches der ägyptischen Geschichte (1917)
- Quellen und Forschungen zur Zeitbestimmung der Ägyptischen Geschichte, 3 svazky (1917–1938)